# Schwedische Badmintonmeisterschaft 1942
Die Schwedische Badmintonmeisterschaft 1942 fand in Malmö statt. Es war die sechste Austragung der nationalen Titelkämpfe im Badminton in Schweden.

## Titelträger
| Disziplin    | Sieger                                            |
| ------------ | ------------------------------------------------- |
| Herreneinzel | Hasse Petersson BK-33 Malmö                       |
| Dameneinzel  | Martha Holmström BMK Aura                         |
| Herrendoppel | Sture Ericsson Gösta Kjellberg Brandkårens IK SBK |
| Damendoppel  | Thyra Hedvall Carin Stridbäck Försäkringsmännen   |
| Mixed        | Bertil Jönsson Britt Pahle BK-33 Malmö            |